# Meic Povey
Michael „Meic“ Povey (28. listopadu 1950 – 5. prosince 2017) byl velšský herec, scenárista a dramatik.
Narodil se v severním Walesu, konkrétně v malé velšsky mluvící komunitě v údolí Nant Gwynant. Později odešel za prací do Cardiffu, kde zůstal celý zbytek života. V roce 1991 získal za film Nel cenu BAFTA Cymru. Byl také jedním z tvůrců velšskojazyčné mýdlové opery Pobol y Cwm. Své hry psal jak ve velštině, tak i v angličtině. Zemřel na rakovinu ve věku 67 let.